# ガブリエル・ビジャミル
ガブリエル・アレハンドロ・ビジャミル・コルテス（Gabriel Alejandro Villamíl Cortez, 2001年6月28日 - ）は、ボリビア・ラパス県ラパス出身のサッカー選手。リーガプロ・エクアベット・LDUキト所属。ポジションはMF。

## クラブ経歴
2018年にクルブ・ボリバルのトップチームに昇格。同年11月16日のCDグアビラ戦でプロデビュー。2021年シーズンに先発に定着すると、同年シーズンは27試合2ゴールを記録。更に2023年シーズンは自己最高の6ゴールを決めた。
2024年1月13日、LDUキトに1年間のローン移籍で加入した。

## 代表経歴
2021年9月にボリビア代表に初招集。同月9日の2022 FIFAワールドカップ・南米予選のアルゼンチン戦で代表デビュー。2024年にはコパ・アメリカ2024に出場した。